# Festival Présences électronique
 (février 2018).
Si vous disposez d'ouvrages ou d'articles de référence ou si vous connaissez des sites web de qualité traitant du thème abordé ici, merci de compléter l'article en donnant les références utiles à sa vérifiabilité et en les liant à la section « Notes et références ».
Présences électronique est un festival de musique électronique / musique électroacoustique qui a lieu annuellement à Paris. Organisé par le Groupe de recherches musicales de l'INA en coproduction avec Radio France, il est le versant électronique du festival de musique contemporaine Présences, et est dédié aux liens qu'entretiennent les musiques concrètes et acousmatiques avec les musiques expérimentales et électroniques.
Christian Zanési, directeur artistique du GRM de 2004 à 2015, organise ce festival pour la première fois en 2005 à la Maison de la Radio.
Entre 2009 et 2017, le festival change de lieu et s'installe au Centquatre. Il est de nouveau organisé à la Maison de la Radio depuis 2018.
Une édition Suisse, Présences électroniques Genève, se tient à cinq reprises entre 2010 et 2015.
François Bonnet a repris la direction artistique du festival en 2016.

## Programmation artistique et musicale

### Années 2000

#### Édition 2005
- Pierre Schaeffer
- François Bayle
- Mathew Adkins
- Dimitri Coppe
- Arnaud Rebotini
- Taylor Deupree (en) & Kim Cascone (en) & Maurizio Martinucci
- Christian Fennesz
- Richard Chartier (en)
- Sidsel Endresen & Christian Wallumrød & Helge Sten
- Laurent Chanez & Arnaud Rebotini
- Main (Robert Hampson (en))
- Sogar & Sébastien Roux & Thomas Einfeldt
- Fabriquedecouleurs

#### Édition 2006
- Bernard Parmegiani
- Luc Ferrari
- Pierre Henry
- Ryoji Ikeda
- Robert Hampson (en)
- Antye Greie
- Yoshihiro Hanno
- Pan Sonic
- Amon Tobin
- Régis Renouard Larivière
- Michel Waisvisz (en) & Jan St. Werner
- Carl Stone (en)
- Markus Popp
- Kasper T. Toeplitz
- François Donato
- Eliane Radigue
- Marc Chalosse
- Jon Hassell & Lightwave & Michel Redolfi

#### Édition 2007
- Edgard Varèse
- Mimetic
- Jürgen Heckel
- Matmos
- Hector Zazou & Bill Rieflin & Katie Jane Garside & Nils Petter Molvaer & Lone Kent
- Denis Dufour
- Atau Tanaka & Zack Settel
- eRikm
- Alva Noto
- Mouse On Mars
- Michèle Bokanowski
- Zavoloka (en)
- The Books
- Scanner
- Emilie Simon
- Beatriz Ferreyra
- Toshimaru Nakamura
- Jérôme Noetinger
- Lionel Marchetti
- Carl Stone (en)
- Yumiko Tanaka
- Min Xiao-Fen
- Blixa Bargeld

#### Édition 2008
- Pierre Schaeffer
- Pascal Baltazar
- Christophe Ruetsch & Phonophani
- Aki Onda
- Chris Watson & KK Null & Z'EV
- Jean-Claude Risset
- Michel Guillet
- Portradium
- Kaffe Matthews (en)
- Al Margolis (If, Bwana) (en)
- François Bayle
- Pierre Jodlowski
- Colleen
- Matmos
- Michel Chion
- Goran Vejvoda (en)
- Phill Niblock & Natalia Pschenitschnikova
- Maja Ratkje (en)

#### Édition 2009 (5ème édition)
- Philip Jeck
- Luc Ferrari
- Alain Savouret
- Franck Vigroux & Kenji Siratori
- Benjamin de la Fuente
- Mathias Delplanque
- DJ Olive (en)
- Kernel (Eryck Abecassis & Kasper T. Toeplitz & Wilfried Wendling)
- Denis Dufour
- Christine Groult
- Sachiko M (en)
- Cor Fuhler (en)
- Thomas Ankersmit (en)
- eRikm & FM Einheit
- Mika Vainio
- Bernard Parmegiani
- Denis Smalley
- Mimetic
- Phil Von
- KK. Null
- David Toop (en)
- Pita (Peter Rehberg)

### Années 2010

#### Édition 2010
Cette sixième édition se déroule du vendredi 26 mars au dimanche 28 mars, pour la seconde fois au Centquatre.
- Karlheinz Stockhausen
- Scanner
- Pierre Schaeffer
- Rewind & Diego Losa
- Sébastien Roux
- Pierre-Yves Macé
- François Bayle
- Charlemagne Palestine
- Robert Normandeau
- Bérangère Maximin
- Åke Parmerud
- David Fenech
- Luciano Berio
- eRikm & Catherine Jauniaux
- Daniel Terruggi
- Bruno Letort
- Giuseppe Ielasi
- Zbigniew Karkowski & Atsuko Nojiri
- Stephan Mathieu & Akira Rabelais

#### Édition 2011
- Roger Cochini
- Wilfried Wendling
- John Wall (en)
- Otomo Yoshihide
- Francisco Lopez (en)
- Leon Milo
- François Daudin Clavaud
- Kaffe Matthews (en)
- Jim O’Rourke
- Rafael Toral
- Cesar Burago
- Erdem Helvacıoğlu (en)
- Per Boysen
- Supersilent
- Eliane Radigue
- Murcof
- Iannis Xenakis
- Bensios Barn
- Z'EV
- Alexei Borisov (en)
- Anton Nikkilä
- Phonophani

#### Édition 2012
- Michel Chion
- Arne Nordheim
- Francesco Giomi
- Martin Tetreault (en)
- Deathprod (en)
- Yannis Kyriakides (en)
- Pimmon (en)
- Robert Henke
- Ilhan Mimaroglu (en)
- Rust (Benjamin Thigpen & Jean-François Laporte)
- Antye Greie (alias AGF)
- Hildur Guðnadóttir
- Alessandro Bosetti
- Kristoff K.Roll
- Michèle Bokanowski
- Philippe Carson
- Hervé Birolini
- François Donato
- HamaYôko
- Oren Ambarchi

#### Édition 2013
Lors de cette 9ème édition, du 5 au 7 avril 2013 dans la salle 400 du Centquatre, le compositeur Jean-Claude Eloy est à l'honneur avec une présentation de «Shânti» (1972-73), pièce électroacoustique fabriquée au studio de la WDR de Cologne,.
- Leila
- Morton Subotnick
- Felix Kubin
- Helena Gough
- KTL (en)
- KK Null
- Tomoko Sauvage
- Laurent Dailleau
- Edgardo Canton
- BIG (Edward Perraud & Frederick Galiay)
- Robert Hampson (en)
- Keith Fullerton Whitman
- Jean-Claude Eloy
- Martin Neukom
- Goran Vejvoda (en)
- David Chiesa
- Ben Frost

#### Édition 2014 (10eédition)
- Maja Ratkje (de)
- Francis Dhomont
- Mimetic (Jérôme Soudan)
- Nicola Ratti
- Mark Fell (en)
- Christine Groult & Beatriz Ferreyra
- Pôm Bouvier B. & Floy Krouchi
- Bertrand Gauguet
- Bernard Parmegiani
- Matmos
- Christian Fennesz
- Dick Raaymakers
- OttoannA (Valérie Vivancos et Rodolphe Alexis)
- Asmus Tietchens
- Jean Schwarz
- Xavier Garcia & Lionel Marchetti
- Nurse With Wound

#### Édition 2015
- Keith Fullerton Whitman
- Ilhan Mimaroglu (en)
- Vincent-Raphaël Carinola
- Supercolor Palunar (Lionel Palun & Jérôme Noetinger)
- Antoine Chessex
- Pete Swanson (en)
- Sophie Agnel
- Frédérick Galiay & Jean-Sébastien Mariage
- Carole Rieussec
- Bernard Parmegiani
- Bjarni Gunnarson
- Ilpo Väisänen
- Holly Herndon
- Knud Viktor
- Esther Venrooy
- Régis Renouard Larivière
- Benjamin Thigpen
- Thierry Balasse
- Zavoloka (en) & Kotra
- Charles Cohen (en)

#### Édition 2016
- :zoviet*france:
- Tod Dockstader
- Valerio Tricoli
- Puce Mary
- Demdike Stare (en)
- Jean-Luc Guionnet
- Class of 69
- Konrad Sprenger
- Hildegard Westerkamp
- Jaap Vink
- Rashad Becker
- Lasse Marhaug (en)
- Sidsel Endresen & Stian Westerhus (en)
- Christian Zanési
- Guy Reibel
- Marc Baron
- Giancarlo Toniutti
- Beatriz Ferreyra
- John Wiese
- Pita (Peter Rehberg)
- Lichens (Robert Aiki Aubrey Lowe)

#### Édition 2017
- David Behrman
- Ivo Malec
- Kara-Lis Coverdale (en)
- Thomas Ankersmit (en)
- Cannibal (Cameron Jamie / Cary Loren / Denis Tyfus)
- Thomas Tilly
- Félicia Atkinson
- L'Ocelle Mare (Thomas Bonvalet)
- Jana Winderen
- François Bayle
- Stephan Mathieu joue December 52 d'Earle Brown
- Hild Sofie Tafjord (en)
- Demdike Stare (en)
- Meryll Ampe
- Leafcutter John
- Mazen Kerbaj
- Roland Kayn
- James Tenney
- Andrew Pekler
- Akira Rabelais
- Minibus Pimps

#### Édition 2018
- Pierre Henry
- Annabelle Playe
- John Chantler
- Bill Orcutt
- Anthony Child (en)
- Else Marie Pade
- :such:
- Bellows
- Phonophani
- The Caretaker
- Jacques Lejeune
- Mads Emil Nielsen
- Chris Corsano (en)
- Ben Vida (en) & Marina Rosenfeld (en)
- Gravetemple (en)

#### Édition 2019 (15eédition)
- Delia Derbyshire
- Lettera 22
- Andy Bolus / Evil Moisture
- Caterina Barbieri
- Drew McDowall (en) présente "Time Machines"
- Pierre Boeswillwald
- Max Eilbacher
- Andrea Belfi (en)
- Sarah Davachi (en)
- William Basinski & Lawrence English (en)
- Warren Burt
- Mats Erlandsson
- Okkyung Lee
- Low Jack
- BJ Nilsen

### Années 2020

#### Édition 2021
- François Bayle
- Maggi Payne (en)
- Marja Ahti
- Aho Ssan
- Lee Gamble
- Mark Fell (en) & Will Guthrie
- Kali Malone
- Stefano Giampietro
- Marco Marini
- Warren Burt (en)
- Pierre-Yves Macé
- Bérangère Maximin
- Bernard Fort
- 9T Antiope
- Nina Garcia
- Félicia Atkinson
- Ben Bertrand
- Kode9

#### Édition 2022
- Iannis Xenakis
- Arnaud Rivière
- Mats Erlandsson & Maria W. Horn
- Rashad Becker
- The Transcendence Orchestra
- Robert Cahen
- Jasmine Guffond
- Richard Chartier
- John Wiese
- Laurel Halo
- Éliane Radigue
- Yann Leguay
- claire rousay
- Lea Bertucci
- Oren Ambarchi & Robert Aiki Aubrey Lowe

#### Édition 2023
Les performances de la 18e édition, qui ont lieu du 14 au 16 avril 2023 au studio 104 de la Maison de la Radio et de la Musique, sont retransmises par Radio France. Le programme des trois concerts comporte des œuvres anciennes, comme la «Deuxième chambre d’inquiétude» de Michèle Bokanowski (créée en 1976), et des compositions contemporaines.
- Horacio Vaggione
- Romain 'Roro' Perrot
- Tomoko Sauvage
- Olivia Block
- Stephen O'Malley
- Michèle Bokanowski
- Jérôme Noetinger & Lionel Fernandez
- Flora Yin Wong
- KMRU
- Eiko Ishibashi & Jim O'Rourke
- Daphne Oram
- Lasse Marhaug
- James Rushford & Joe Talia
- Puce Mary
- :zoviet*france:

#### Édition 2024
La 19e édition se déroule du 29 au 31 mars 2024, à la Maison de la Radio et de la Musique.
La même année est programmée l'édition anniversaire des 20 ans du festival, du 1er au 3 novembre 2024,.